# بروس ماهر
بروس ماهر (بالإنجليزية: Bruce Maher)‏ هو لاعب كرة قدم أمريكية أمريكي، ولد في 25 يوليو 1937 في ديترويت في الولايات المتحدة، وتوفي في 6 يوليو 2018.

## وصلات خارجية
- بروس ماهر على موقع مرجع كرة القدم المحترفة.كوم (الإنجليزية)